# Schausia dambuza
Schausia dambuza là một loài bướm đêm trong họ Noctuidae.